# GP Ouest-France 2010
74. edycja GP Ouest-France odbyła się 22 sierpnia 2010 roku. Trasa tego francuskiego, jednodniowego wyścigu kolarskiego liczyła 248,3 km ze startem w i metą w Plouay.
Wyścig zaliczany był do klasyfikacji UCI ProTour 2010.
Zwyciężył Australijczyk Matthew Goss z grupy Team HTC-Columbia.

## Wyniki
| M-ce | Imię i nazwisko    | Kraj              | Drużyna            | Czas       |
| ---- | ------------------ | ----------------- | ------------------ | ---------- |
| 1.   | Matthew Goss       | Australia         | Team HTC-Columbia  | 6h 37' 53" |
| 2    | Tyler Farrar       | Stany Zjednoczone | Garmin-Transitions | + 0"       |
| 3    | Yoann Offredo      | Francja           | Française des Jeux | + 0"       |
| 4    | Leonardo Duque     | Kolumbia          | Cofidis            | + 0"       |
| 5    | José Joaquín Rojas | Hiszpania         | Caisse d'Epargne   | + 0"       |
| 6    | Mauro Santambrogio | Włochy            | BMC Racing Team    | + 0"       |
| 7    | Peter Sagan        | Słowacja          | Liquigas-Doimo     | + 0"       |
| 8    | Francesco Gavazzi  | Włochy            | Lampre-Farnese     | + 0"       |
| 9    | Marco Marcato      | Włochy            | Vacansoleil        | + 0"       |
| 10   | Romain Feillu      | Francja           | Vacansoleil        | + 0"       |